# Eve Düşen Yıldırım
Eve Düşen Yıldırım (título en español: Belleza peligrosa) es una serie de televisión turca  de 2012, producida por Med Yapım y emitida por Show TV.

## Trama
Ahmet es un hombre mayor que tiene dos hijos adultos, Namık (Murat Han) y Sait (Mehmetcan Mincinozlu). Un día recibe una carta de su hermano Hüsnü, con quien perdió contacto hace muchos años atrás. En la carta este le cuenta que le queda poco de vida y le pide cuidar de su hija Muazzez (Gizem Karaca), la que luego de su muerte quedará totalmente sola y perderá todo debido a las deudas de su padre. Namık traerá a Muazzez desde Esmirna y pronto se sentirá atraído hacia ella, pero él está casado con Şayeste (Seda Akman). La tensión aumenta cuando se hace evidente que ambos hermanos están interesados en Muazzez.

## Elenco
- Murat Han como Namık.[4]
- Gizem Karaca como Muazzez.[4]
- Ergun Uçucu como Ahmet Şükrü.[4]
- Seda Akman como Şayeste.[4]
- Mehmetcan Mincinozlu como Sait.[4]
- Şencan Güleryüz como Halil.[4]
- Suzan Aksoy como Perihan.[4]
- Buket Dereoğlu como Pınar.[4]
- Nazan Diper como Emine.[4]
- Burcu Tuna como Ziynet.[4]
- Hakan Yufkacıgil como Feyyaz.[4]

## Temporadas
| Temporada | Temporada | Episodios | Rango de episodios | Emisión original        | Emisión original      |
| Temporada | Temporada | Episodios | Rango de episodios | Inicio                  | Final                 |
| --------- | --------- | --------- | ------------------ | ----------------------- | --------------------- |
|           | 1         | 16        | 1 - 16             | 9 de marzo de 2012      | 27 de junio de 2012   |
|           | 2         | 6         | 17 - 22            | 8 de septiembre de 2012 | 15 de octubre de 2012 |